# مالونیک انیدرید
مالونیک انیدرید (به انگلیسی: Malonic anhydride) یک ترکیب شیمیایی با شناسه پاب‌کم ۱۰۱۷۶۰۹۰ است. 